# Lasioglossum barbatum
Lasioglossum barbatum är en biart som först beskrevs av Joseph Vachal 1903.  Lasioglossum barbatum ingår i släktet smalbin, och familjen vägbin. Inga underarter finns listade i Catalogue of Life.